# Ewen Fernandez
Ewen Fernandez (Saint-Lô, 17 de febrero de 1989) es un patinador de velocidad sobre ruedas y sobre hielo francés, miembro del equipo Rollerblade.

## Carrera
Fernandez es campeón mundial y europeo en patinaje de velocidad en línea representando a Francia y es doble vencedor del Maratón de Berlín en patinaje de velocidad. En 2009, consigue su primera medalla en un campeonato internacional en categoría absoluta al proclamarse subcampeón de Europa en 10.000 m puntuación. Con el equipo de relevos francés, se convirtió en Campeón de Europa en la pista en 2010. En el mismo Campeonato de Europa, fue tercero en la carrera por puntos. 
En 2011, el equipo francés revalidó el título de campeones de Europa en la prueba de relevos de pista, con la participación de Fernandez. En ese mismo campeonato en la prueba por equipos de ruta consiguieron la plata y Fernandez obtuvo un bronce individual en la prueba de puntuación en ruta. Al final de la temporada consiguió la victoria en la famosa Maratón de Berlín con una ventaja de 1 minuto y 12 segundos después de recorrer fuga 20 kilómetros en solitario. 
En 2012 pudo repetir su victoria del año anterior y también estableció un nuevo récord de curso con 1h 00min 14seg. Fernandez se proclamó por primera vez campeón del Mundo. Medalla de oro la prueba de puntuación en ruta y bronce en la maratón. En 2013, Fernandez vence en la Maratón de Rennes pero no consigue medalla oro ni en Europeo y en Mundial, consiguiendo dos platas europeas y tres bronces mundiales. Al siguiente año, volvió a la senda de la victoria mundialista colgándose dos oros y dos platas, una de estas últimas en maratón. En 2015, se proclama campeón del Mundo de Maratón. En el mismo campeonato obtendría otro oro en la prueba por equipos de ruta y tres platas y un bronce. En el año 2016, consigue ser campeón del Mundo y de Europa en la distancia de 10.000 m puntuación en ruta. Por equipos también fue campeón de Europa con el equipo francés y obtuvo dos medallas mundialistas más y tres en el europeo. 
En 2017, venció en la Pamplona-Puente, conocida como la maratón más dura del mundo, en la que era su primera participación en la prueba y después de una larga escapada en solitario con una ventaja de 3 minutos y 25 segundos respecto al grupo perseguidor. De esta manera, Fernandez estableció el récord de tiempo de la prueba. En 2018, volvió a ganar la prueba por equipos en ruta del campeonato del Mundo formando parte del conjunto francés. Terminó la temporada con sendos segundos puestos en Berlín y en la Pamplona-Puente, por detrás del belga Bart Swings y el francés Nolan Beddiaf respectivamente.

## Palmarés

### Patinaje de velocidad
| 2009 - 2.º en el Campeonato de Europa de 10.000 m Puntuación 2010 - Campeonato de Europa de 3.000 m Relevos por equipos - 3º en el Campeonato de Europa de 10.000 m Puntuación en ruta 2011 - Campeonato de Europa de 3.000 m Relevos por equipos - 2.º en el Campeonato de Europa de 5.000 m Relevos por equipos - 3.º en el Campeonato de Europa de 10.000 m Puntuación en ruta - 2.º en el Campeonato del Mundo de 5.000 m Relevos por equipos - Maratón de Berlín 2012 - 2.º en el Campeonato de Europa de 10.000 m Puntuación en pista - Campeonato del Mundo de 10.000 m Puntuación en ruta - 3.º en el Campeonato del Mundo de Maratón - Maratón de Berlín 2013 - Maratón de Rennes - 2.º en el Campeonato de Europa de 20.000 m Eliminación en ruta - 2.º en el Campeonato de Europa de 5.000 m Relevos por equipos - 3.º en el Campeonato del Mundo de 1.000 m en pista - 3.º en el Campeonato del Mundo de 3.000 m Relevos por equipos - 3.º en el Campeonato del Mundo de 5.000 m Relevos por equipos 2014 - 3.º en el Campeonato de Europa de 10.000 m Puntuación en ruta - 3.º en el Campeonato de Europa de 20.000 m Eliminación en ruta - 2.º en el Campeonato del Mundo de 1.000 m en pista - Campeonato del Mundo de 3.000 m Relevos por equipos - Campeonato del Mundo de 20.000 m Eliminación en ruta - 2.º en el Campeonato del Mundo de Maratón | 2015 - 2.º en el Campeonato de Europa de Maratón - 3.º en el Campeonato del Mundo de 15.000 m Eliminación en pista - 2.º en el Campeonato del Mundo de 3.000 m Relevos por equipos - 2.º en el Campeonato del Mundo de 10.000 m Puntuación en ruta - 2.º en el Campeonato del Mundo de 20.000 m Eliminación en ruta - Campeonato del Mundo de 5.000 m Relevos por equipos - Campeonato del Mundo de Maratón 2016 - Campeonato del Mundo de 10.000 m Puntuación en ruta - 3.º en el Campeonato del Mundo de 15.000 m Eliminación en pista - 3.º en el Campeonato del Mundo de 20.000 m Eliminación en ruta - Campeonato de Europa de 10.000 m Puntuación en ruta - Campeonato de Europa de 5.000 m Relevos por equipos - 2.º en el Campeonato de Europa de 10.000 m Puntuación en pista - 2.º en el Campeonato de Europa de 3.000 m Relevos por equipos - 3.º en el Campeonato de Europa de 20.000 m Eliminación en ruta 2017 - P2P Pamplona-Puente 2018 - Campeonato del Mundo de 3.000 m Relevos por equipos - 2.º en la Maratón de Berlín |

## Equipos
Equipos internacionales:
- Powerslide Matter World (2010-2016)
- EO Skates (2016-2017)
- Rollerblade (2018-)